# Чабла
Чабла — деревня в Бугурусланском районе Оренбургской области в составе Пилюгинского сельсовета.

## География
Находится на расстоянии примерно 18 километров по прямой на юг от центра города Бугуруслан.

## Население
Население составляло 79 человек в 2002 году (русские 53%), 71 по переписи 2010 года.